# César Almeida (peleador)
César Almeida de Oliveira (São Paulo, Brasil; 28 de marzo de 1988) es un artista marcial mixto y kickboxer brasilero que actualmente compite en la división de peso mediano del Ultimate Fighting Championship (UFC). También compitió en Glory y Superkombat Fighting Championship. Almeida es un ex campeón de peso semipesado Plus de Superkombat. 
En enero de 2023, Beyond Kickboxing lo clasificó como el segundo mejor peleador de kickboxing de peso mediano del mundo y como el tercer mejor peleador de peso mediano del mundo según Combat Press.

## Carrera en kickboxing

### Carrera temprana
Almeida participó en el torneo de peso crucero de WGP Kickboxing 2013, celebrado en WGP Kickboxing 17 el 21 de diciembre de 2013. Fue programado para enfrentar a Cristian Torres en las semifinales del torneo de un día. Almeida ganó la pelea por nocaut en el segundo asalto y avanzó a la final, donde se enfrentó a Alex Pereira. Ganó la pelea por decisión.
Almeida peleó una tercera vez contra Alex Pereira, con el campeonato de peso crucero de WGP Kickboxing en juego, en WGP Kickboxing 25 el 25 de julio de 2015. Perdió la pelea por decisión unánime.
César se enfrentó a Moises Baute por el campeonato de peso semipesado plus de SUPERKOMBAT y el título internacional de kickboxing de reglas orientales de WKN en SUPERKOMBAT World Grand Prix II 2016 el 7 de mayo de 2016. Ganó la pelea por decisión unánime. Extendió su racha de victorias a tres peleas con una detención en el segundo asalto contra Guilherme Gimenez en WGP Kickboxing 33 el 10 de septiembre de 2016.

### Campeón de peso semipesado Plus de Superkombat
César se enfrentó a Moises Baute por el campeonato SUPERKOMBAT Light Heavyweight Plus y el título de reglas orientales de Kickboxing Internacional WKN en SUPERKOMBAT World Grand Prix II 2016 el 7 de mayo de 2016. Ganó la pelea por decisión unánime. Extendió su racha de victorias a tres peleas con un paro en el segundo asalto de Guilherme Giménez en WGP Kickboxing 33 el 10 de septiembre de 2016.
Almeida participó en el torneo de peso pesado de WGP Kickboxing (-94.1 kg), que se celebró en WGP Kickboxing 34 el 1 de noviembre de 2016. Superó a Ricardo Soneca en las semifinales del torneo de un día por un nocaut en el segundo asalto y avanzó a la final, donde sufrió una derrota por decisión ante Haime Morais.
Almeida se enfrentó a Marcelo Nuñez en WGP Kickboxing 36 el 7 de abril de 2017. Ganó la pelea por decisión unánime.
Almeida se enfrentó a Lucas Alsina por el campeonato de peso crucero (85 kg) de WGP Kickboxing en WGP Kickboxing 50 el 27 de octubre de 2018. Venció a Alsina por nocaut en el cuarto asalto, logrando detener a su oponente mediante repetidas patadas bajas.
Después de capturar su cuarto título profesional, Almeida luchó en dos combates sin título. Primero fue programado para enfrentar a Hao Guanghua en MAS Fight el 10 de noviembre de 2018. Ganó la pelea por detención. Luego se enfrentó a Lucas Dallapico en Premier Fight League el 23 de febrero de 2019. Ganó la pelea por nocaut técnico en el segundo asalto.
Almeida hizo su primera defensa del título de peso crucero de WGP Kickboxing contra Ivan Galaz en WGP Kickboxing 54 el 24 de mayo de 2019. Retuvo el título por empate.
Almeida se enfrentó a Sergey Veselkin en su debut en Fair Fight en Fair Fight IX el 8 de julio de 2019. Perdió la pelea por decisión, después de que se disputara un cuarto asalto adicional. Almeida se enfrentó a Igor Bugaenko en su segunda aparición con la promoción en Fair Fight X el 26 de octubre de 2019. Ganó la pelea por decisión en un asalto adicional.

### Glory
Almeida hizo su debut en Glory contra Donovan Wisse en Glory Collision 2 el 21 de diciembre de 2019. Wisse ganó la pelea por decisión mayoritaria.
Almeida hizo su segunda defensa del título de peso crucero de WGP Kickboxing contra Ivan Galaz en WGP Kickboxing 66 el 3 de septiembre de 2022, después de un descanso de tres años del kickboxing. Ganó la pelea por nocaut en el primer asalto.
Almeida se enfrentó al contendiente clasificado número 1 de peso mediano de Glory, Serkan Ozcaglayan, en Glory: Collision 4 el 8 de octubre de 2022. Ganó la pelea por decisión unánime dominante, con los cinco jueces otorgándole una puntuación de 29-26.
Se esperaba que Almeida desafiara al campeón de peso mediano (-85 kg) de Glory, Donovan Wisse, en Glory 83 el 11 de febrero de 2023. La pelea fue una revancha de su primer encuentro, que tuvo lugar el 21 de diciembre de 2019, y que Wisse ganó por decisión mayoritaria. Sin embargo, la pelea fue degradada a un combate sin título de tres asaltos, ya que Almeida no dio el peso por un kilogramo en los pesajes oficiales. Almeida perdió la pelea por decisión unánime.

## Carrera en artes marciales mixtas
Almeida regresó a las artes marciales mixtas contra el campeón de peso mediano de LFA, Lucas Fernando, en la séptima temporada de DWCS el 8 de agosto de 2023. Ganó la pelea por decisión unánime y se le otorgó un contrato con el Ultimate Fighting Championship.

### Ultimate Fighting Championship
Almeida estaba programado para enfrentarse a Christian Leroy Duncan el 18 de noviembre de 2023 en UFC Fight Night 232. Sin embargo, fue retirado del evento por razones médicas.
Almeida estaba programado para enfrentarse a Josh Fremd el 6 de abril de 2024 en UFC Fight Night 240. Sin embargo, Fremd se retiró del evento por razones desconocidas y fue reemplazado por Dylan Budka. Almeida ganó en su debut en UFC por nocaut técnico en el segundo asalto. Esta pelea le valió el premio a la Actuación de la Noche.
Almeida enfrentó a Roman Kopylov el 1 de junio de 2024 en UFC 302. Perdió la pelea por decisión dividida.
Almeida enfrentó a Ihor Potieria el 6 de octubre de 2024 en UFC 307. Ganó la pelea por decisión unánime.
Almeida enfrentó a Abdul Razak Alhassan el 11 de enero de 2025 en UFC Fight Night: Dern vs. Ribas 2. Ganó la pelea por nocaut en el primer asalto. Está pelea le valió el premio Actuación de la noche.

## Campeonatos y logros

### Kickboxing
- SUPERKOMBAT Fighting Championship
  - Campeonato SUPERKOMBAT de Peso Semipesado Plus (-86 kg) 2016
- Red Mundial de Kickboxing
  - Campeonato Internacional de Reglas Orientales de Peso Semipesado (-85 kg) WKN 2016
- Asociación Mundial de Organizaciones de Kickboxing
  - Campeonato Brasileño de Peso Crucero Ligero (-85 kg) Reglas K-1 WAKO Pro 2014
- WGP Kickboxing
  - Ganador del Torneo de Peso Crucero (-85 kg) WGP Kickboxing 2013
  - Campeonato de Peso Crucero (-85 kg) WGP Kickboxing 2018
- Federación Brasileña de Kickboxing
  - Campeonato Nacional de Kickboxing de Brasil -81 kg 2013[27]

### Artes marciales mixtas
- Ultimate Fighting Championship
  - Actuación de la Noche (dos veces) vs. Dylan Budka y Abdul Razak Alhassan[20][28]

## Récord en artes marciales mixtas
| Récord profesional | Récord profesional | Récord profesional |
| 8 peleas           | 7 victorias        | 1 derrotas         |
| ------------------ | ------------------ | ------------------ |
| Nocaut             | 5                  | 0                  |
| Decisión           | 2                  | 1                  |

| Resultado | Récord | Oponente             | Método              | Evento                              | Fecha                   | Ronda | Tiempo | Localización         | Notas                  |
| --------- | ------ | -------------------- | ------------------- | ----------------------------------- | ----------------------- | ----- | ------ | -------------------- | ---------------------- |
| Victoria  | 7–1    | Abdul Razak Alhassan | KO (golpes)         | UFC Fight Night: Dern vs. Ribas 2   | 11 de enero de 2025     | 1     | 4:16   | Las Vegas, Nevada    | Actuación de la noche. |
| Victoria  | 6–1    | Ihor Potieria        | Decisión (unánime)  | UFC 307                             | 6 de octubre de 2024    | 3     | 5:00   | Salt Lake City, Utah |                        |
| Derrota   | 5–1    | Roman Kopylov        | Decisión (dividida) | UFC 302                             | 1 de junio de 2024      | 3     | 5:00   | Newark, Nueva Jersey |                        |
| Victoria  | 5–0    | Dylan Budka          | TKO (golpes)        | UFC Fight Night: Allen vs. Curtis 2 | 6 de abril de 2024      | 2     | 2:13   | Las Vegas, Nevada    | Actuación de la noche. |
| Victoria  | 4–0    | Lucas Fernando       | Decisión (unánime)  | Dana White's Contender Series 57    | 8 de agosto de 2023     | 3     | 5:00   | Las Vegas, Nevada    |                        |
| Victoria  | 3–0    | Danilo Souza         | KO (puñetazo)       | Shooto Brazil 110                   | 18 de diciembre de 2021 | 1     | 0:45   | Rio de Janeiro       |                        |
| Victoria  | 2–0    | Vitor Costa          | TKO (golpes)        | Road to Future 1                    | 27 de junio de 2021     | 1     | 4:51   | São Paulo            |                        |
| Victoria  | 1–0    | Thiago Araujo        | TKO (golpes)        | Shooto Brazil 61                    | 13 de febrero de 2016   | 1     | 1:08   | Rio de Janeiro       | Debut en peso mediano. |

## Récord en Kickboxing
| Récord en Kickboxing | Récord en Kickboxing | Récord en Kickboxing | Récord en Kickboxing                | Récord en Kickboxing | Récord en Kickboxing             | Récord en Kickboxing | Récord en Kickboxing |
| --- | -------------------- | -------------------- | ----------------------------------- | -------------------- | -------------------------------- | -------------------- | -------------------- |
| 47 Victorias (27 (T)KOs), 8 Derrotas 1 Empate, 1 Sin resultado                                                                                               |                      |                      |                                     |                      |                                  |                      |                      |
| Fecha | Resultado            | Oponente             | Evento                              | Localización         | Método                           | Ronda                | Tiempo               |
| Por el título vacante de peso pesado de Kickboxing de WGP (-94,1 kg).                                                                                        |                      |                      |                                     |                      |                                  |                      |                      |
| 2016-11-01 | Victoria             | Ricardo Soneca       | WGP Kickboxing 34, Semi Final       | São Paulo, Brasil    | KO (patada alta y golpes)        | 2                    | 2:40                 |
| 2016-09-10 | Victoria             | Guilherme Gimenez    | WGP Kickboxing 33                   | São Paulo, Brasil    | KO (patada en la pierna)         | 2                    | 0:25                 |
| 2016-05-07 | Victoria             | Moises Baute         | SUPERKOMBAT World Grand Prix 2 2016 | Rumania              | Decisión (unánime)               | 3                    | 3:00                 |
| Gana el título inaugural de peso semipesado Plus de SUPERKOMBAT (-85 kg) y el título de peso superligero (-85 kg) de reglas orientales de WKN International. |                      |                      |                                     |                      |                                  |                      |                      |
| 2015-12-19 | Victoria             | Rodolfo Cavalo       | WGP Kickboxing 28                   | Brasil               | KO (cross de derecha)            | 1                    | 1:40                 |
| 2015-07-25 | Derrota              | Alex Pereira         | WGP Kickboxing 25                   | São Paulo, Brasil    | Decisión                         | 5                    | 3:00                 |
| Por el título vacante de peso mediano (-85 kg) de Kickboxing de WGP.                                                                                         |                      |                      |                                     |                      |                                  |                      |                      |
| 2014-11-29 | Victoria             | Aleksandr Dmitrenko  | WGP Kickboxing 23                   | São Paulo, Brasil    | Decisión                         | 3                    |                      |
| 2014-09-27 | Victoria             | Francisco Araujo     | WGP Kickboxing 22                   | São Paulo, Brasil    | KO (patada en la pierna derecha) | 2                    | 2:50                 |
| Gana el título WAKO Pro Brasil de peso crucero ligero (-85 kg).                                                                                              |                      |                      |                                     |                      |                                  |                      |                      |
| 2013-12-21 | Victoria             | Alex Pereira         | WGP Kickboxing 17 Final             | São Paulo, Brasil    | Decisión                         | 3                    | 3:00                 |
| Gana el título del torneo WGP Kickboxing de peso crucero (-85 kg).                                                                                           |                      |                      |                                     |                      |                                  |                      |                      |
| 2013-12-21 | Victoria             | Ricardo Soneca       | WGP Kickboxing 14                   | São Paulo, Brasil    | Decisión (unánime)               | 3                    | 3:00                 |
| 2013-03-23 | Derrota              | Alex Pereira         | WGP Kickboxing 12                   | São Caetano, Brasil  | Decisión (unánime)               | 3                    |                      |
| 2013-01-25 | Victoria             | Rony Silva           | Jungle Fight 48                     | São Paulo, Brasil    | Decisión (unánime)               | 5                    | 3:00                 |
| 2012-11-10 | Victoria             | Alessandro Benacci   | WGP Kickboxing x It's Showtime 60   | São Paulo, Brasil    | KO (patada en la pierna)         | 3                    |                      |
| 2012-08-25 | Derrota              | Fernando Nonato      | WGP Kickboxing 6                    | Brasil               | Decisión                         | 3                    | 3:00                 |
| 2012-07-07 | Victoria             | Paulo Goes           | WGP Kickboxing                      | São Paulo, Brasil    | TKO (parada medica)              | 1                    | 0:34                 |
| 2012-04-07 | Victoria             | Marcos Caçador       | WGP Kickboxing 5                    | Brasil               | Decisión                         | 3                    | 3:00                 |
| 2009-11-21 | Victoria             | Marcelo Lisboa       | SP1. PRO MAX. 2                     | Brasil               | Decisión                         | 3                    | 3:00                 |
| Récord en Kickboxing |                      |                      |                                     |                      |                                  |                      |                      |